# Saint-Sauveur-de-Pierrepont
Saint-Sauveur-de-Pierrepont är en kommun i departementet Manche i regionen Normandie i norra Frankrike. Kommunen ligger i kantonen La Haye-du-Puits som tillhör arrondissementet Coutances. År 2022 hade Saint-Sauveur-de-Pierrepont 122 invånare.

## Befolkningsutveckling
Antalet invånare i kommunen Saint-Sauveur-de-Pierrepont
| Referens: INSEE |